# Kamienna Góra (comune rurale)
Kamienna Góra è un comune rurale polacco del distretto di Kamienna Góra, nel voivodato della Bassa Slesia.
Ricopre una superficie di 158,1 km² e nel 2004 contava 8 663 abitanti. Il capoluogo è Kamienna Góra, che non fa parte del territorio ma costituisce un comune a sé.

## Monumenti e luoghi d'interesse

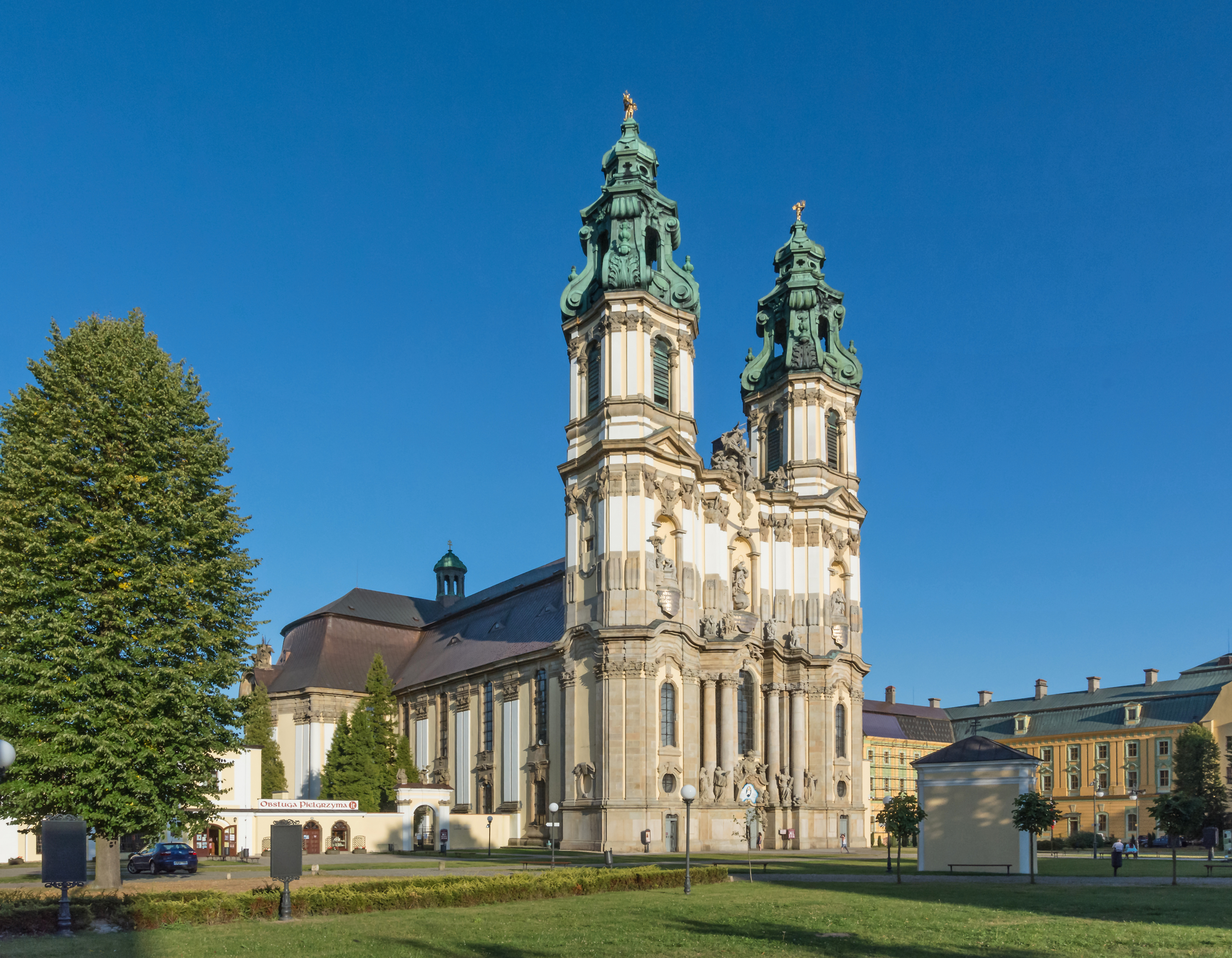
l'Abbazia di Krzeszów

L'Abbazia di Krzeszów, conosciuta anche come Abbazia di Grüssau, dal nome conferitole sotto la dominazione tedesca, è il monumento più importante del luogo. È un'Abbazia cistercense fondata nel XIII secolo e ricostruita interamente tra il 1728 e il 1735. Costituisce il capolavoro dell'architettura barocca della Slesia, e uno dei più alti esempi del genere in Polonia. Ricchissima di decorazioni a fresco, stucchi e sculture, oltre a uno dei più grandi organi barocchi d'Europa.